# Hydrolagus mitsukurii
Hydrolagus mitsukurii is een vis uit de familie kortneusdraakvissen. De vis komt voor de Grote Oceaan met name de open wateren rond China, Japan, Korea, de Filipijnen, Taiwan en mogelijk ook Indonesië. De soort komt voor op diepten van 325 tot 710 m. De vis kan een lengte bereiken van 79 cm.